# آنا إنغلهارت
آنا نيكولاييفنا إنغلهارت (الاسم قبل الزواج: ماكاروفا، 14 يونيو [2 يونيو حسب التقويم القديم] 1838-25 يونيو [12 يونيو حسب التقويم القديم] 1903) ناشطة نسوية روسية، وكاتبة، ومترجمة، ومجمعة للقاموس الألماني الروسي الكامل. بعد أن تلقت تعليمها في إحدى المدارس القليلة التي تقدم التعليم للنساء، بدأت العمل في متجر كتب ثم ساعدت في تأسيس أول جمعية تعاونية للنشر النسائي في روسيا. نظرًا لاهتمامها بقضايا المرأة وقدرتها على إعالة نفسها، بعد نفي زوجها من سانت بطرسبرغ، انخرطت إنغلهارت في الحركة النسائية وساعدت في إنشاء دورات بستوزيف للتعليم العالي للمرأة، فضلًا عن مشاركتها في تأسيس معهد الطب النسائي.

## سيرتها المهنية
في عام 1859، تزوجت ماكاروفا من ألكسندر نيكولايفيتش إنغلهارت وأنجبا بعد ذلك ثلاثة أطفال: ميخائيل (مواليد 1861)، وفيرا (مواليد 1863) ونيكولاي (مواليد 1867). في عام 1860، بدأت في تجميع الترجمات لمجلات الأطفال. خلال هذا الإطار الزمني نفسه، وفي عام 1862 بدأت العمل في متجر لبيع الكتب. اعتبرت تصرفاتها فضيحة في ذلك الوقت، فالنساء الروسيات من الطبقة العليا لم يكن من العاملات. أسست إنغلهارت بالتعاون مع ناديجدا ستاسوفا وماريا تروبنيكوفا أول جمعية تعاونية للنشر النسائي الروسي في عام 1863. كان الغرض من التعاونية هو خلق وسيلة للاستقلال المالي للمرأة وبدأت إنغلهارت في نشر الترجمات، بما في ذلك أعمال جوستاف فلوبير، وغي دي موباسون، وجان جاك روسو، وروبرت لويس ستيفنسون، وإميل زولا، وآخرين. إجمالًا، ترجمت أكثر من سبعين عملًا أدبيًا، بالإضافة إلى ترجمة أعمال علمية مثل كتاب الكيمياء الزراعية لروبرت هوفمان (1868) وأعمال فرانسوا رابليه. عملت إنغلهارت لأكثر من خمسة وعشرين عامًا في مجلة بولتين اوف يورب وكانت أول رئيس تحرير لمجلة بولتين أوف فورن ليترتشر.
في عام 1870، ألقي القبض على إنغلهارت وزوجها لمشاركتهما في دائرة الطلاب الاشتراكيين في معهد سانت بطرسبرغ الزراعي. بعد شهر ونصف، أُطلق سراح إنغلهارت لعدم وجود أدلة كافية على تورطها. أمضى زوجها ثمانية عشر شهرًا في السجن ثم نُفي مدى الحياة من سانت بطرسبرغ ونُفي إلى ممتلكاته بالقرب من باتيشيفو في مقاطعة سمولينسك. زارته إنغلهارت دوريًا هناك، لكنها احتفظت بمنزل منفصل في سانت بطرسبرغ مع أطفالها. عملت على سلسلة من المنشورات التعليمية في سبعينيات القرن التاسع عشر، بما في ذلك مقالات عن الحياة المؤسسية في العصور الغابرة (1870)، والقاموس الألماني الروسي الكامل (1877)، وفي نهاية ذلك العقد كانت أحد الأشخاص المشاركين في تأسيس دورات بستوزيف لمنح النساء الوصول إلى فرص التعليم العالي.
في عقود ثمانينيات وتسعينيات القرن التاسع عشر، زادت مشاركتها في الحركة النسائية. بالإضافة إلى الضغط من أجل توفير الفرص التعليمية للمرأة، ركزت على حقوق العمل والزواج. بالإضافة إلى كتابة مقالات حول إنجازات المرأة، بما في ذلك مقالات عن ناديجدا خفوشينسكايا وناديجدا سوخانسكايا، حاضرت عن مكانة المرأة في المجتمع. قيّم أحد هذه العروض، الذي قُدم في سانت بطرسبرغ عام 1900، وضع المرأة من العصور القديمة إلى العصر الحديث. كانت نائبة رئيس الجمعية الخيرية النسائية الروسية لسنوات عديدة وشغلت منصب أمينة مكتبتها الرئيسية. كانت المنظمة، التي تأسست عام 1895، أكبر منظمة خيرية نسائية في البلاد في ذلك الوقت. في عام 1897، شاركت إنغلهارت في تأسيس معهد الطب النسائي وعملت بنشاط من أجل توفير الفرص التعليمية التي من شأنها توسيع خيارات توظيف المرأة. بعد أن وضعت السياسة التحريرية لمجلة الجمعية الخيرية العمل النسائي، كان من المتوقع أن تترأس المجلة، لكنها توفيت قبل صدور العدد الأول.